# 자바 해구

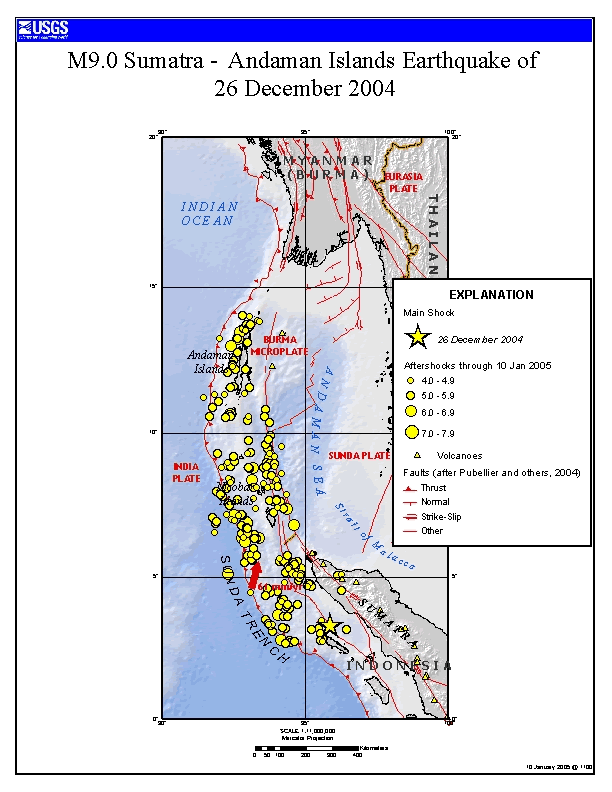
자바 해구 부근의 지진 활동을 보여주는 지도.

자바 해구(Java Trench) 또는 순다 해구(Sunda Trench)는 수마트라섬 주변의 인도양에 위치한 해구로, 오스트레일리아-카프리콘판이 유라시아판 일부의 아래에서 밀어내려가면서 형성되었다. 길이는 3,200 킬로미터(2,000 마일)이다. 최대 심도는 7,725 미터(25,344 피트)에 이른다.

## 같이 보기
- 판 구조론
- 순다 열도
- 순다랜드
- 해구

## 참고 문헌
- Špičák, A., V. Hanuš, and J. Vaněk (2007), Earthquake occurrence along the Java trench in front of the onset of the Wadati–Benioff zone: Beginning of a new subduction cycle?, Tectonics, 26, TC1005